# Liste de films tournés dans le département de la Charente
Un certain nombre d'œuvres cinématographiques et télévisuelles ont été tournés dans le département de la Charente.
Voici une liste de films, téléfilms, feuilletons télévisés, films documentaires... tournés dans le département de la Charente, classés par commune, lieu de tournage et date de diffusion.
- Haut – A
- B
- C
- D
- E
- F
- G
- H
- I
- J
- K
- L
- M
- N
- O
- P
- Q
- R
- S
- T
- U
- V
- W
- X
- Y
- Z

## A
- Angoulême
  - 1969 : Tout peut arriver de Philippe Labro[1]
  - 2004 : Brodeuses d'Éléonore Faucher
  - 2004 : série télévisée Père et Maire de Christian Rauth et Daniel Rialet
  - 2005 : série télévisée SOS 18
  - 2010 : série télévisée Victoire Bonnot d'Anthony Maugendre
  - 2010 : Mammuth de Gustave Kervern
  - 2012 : Le Grand Soir de Benoît Delépine et Gustave Kervern[2]
  - 2012 : Zarafa film d'animation de Jean-Christophe Lie et Rémi Bezançon (Prima Linéa productions)
  - 2014 : Minuscule film d'animation de Thomas Szabo (Studio 2d3D)
  - 2016 : La Loi de Pauline — Mauvaise Graine de Céline Guyot et Martin Guyot[3].
  - 2019 : Les Éblouis de Sarah Suco
  - 2019 : Capitaine Marleau `Saison 2, Épisode 7 : Ne plus mourir, jamais série télévisée de Josée Dayan
  - 2021 : The French Dispatch de Wes Anderson

- Aubeterre-sur-Dronne
  - 2010 : série télévisée La Nouvelle Maud
  - 2011 : Mon arbre de Bérénice André
  - 2023 : Gueules noires de Mathieu Turi

- Haut – A
- B
- C
- D
- E
- F
- G
- H
- I
- J
- K
- L
- M
- N
- O
- P
- Q
- R
- S
- T
- U
- V
- W
- X
- Y
- Z

## B
- Brigueuil
  - 1989 : Souvenir de Geoffrey Reeve

- Haut – A
- B
- C
- D
- E
- F
- G
- H
- I
- J
- K
- L
- M
- N
- O
- P
- Q
- R
- S
- T
- U
- V
- W
- X
- Y
- Z

## C
- Champniers
  - 2004 : Brodeuses d'Éléonore Faucher
  - 2012 : Le Grand Soir de Benoît Delépine et Gustave Kervern[2]

- Haut – A
- B
- C
- D
- E
- F
- G
- H
- I
- J
- K
- L
- M
- N
- O
- P
- Q
- R
- S
- T
- U
- V
- W
- X
- Y
- Z

## D
- Dirac
  - 1969 : Tout peut arriver de Philippe Labro[1]

- Haut – A
- B
- C
- D
- E
- F
- G
- H
- I
- J
- K
- L
- M
- N
- O
- P
- Q
- R
- S
- T
- U
- V
- W
- X
- Y
- Z

## E
- Haut – A
- B
- C
- D
- E
- F
- G
- H
- I
- J
- K
- L
- M
- N
- O
- P
- Q
- R
- S
- T
- U
- V
- W
- X
- Y
- Z

## F
- Fléac
  - 1993 : Tout ça... pour ça ! de Claude Lelouch
  - 2012 : Le Grand Soir de Benoît Delépine et Gustave Kervern[2]

- Haut – A
- B
- C
- D
- E
- F
- G
- H
- I
- J
- K
- L
- M
- N
- O
- P
- Q
- R
- S
- T
- U
- V
- W
- X
- Y
- Z

## G
- Gond-Pontouvre
  - 2012 : Le Grand Soir de Benoît Delépine et Gustave Kervern[2]
  - 2016 : La Loi de Pauline — Mauvaise Graine de Céline Guyot et Martin Guyot[3].

- Haut – A
- B
- C
- D
- E
- F
- G
- H
- I
- J
- K
- L
- M
- N
- O
- P
- Q
- R
- S
- T
- U
- V
- W
- X
- Y
- Z

## I
- Haut – A
- B
- C
- D
- E
- F
- G
- H
- I
- J
- K
- L
- M
- N
- O
- P
- Q
- R
- S
- T
- U
- V
- W
- X
- Y
- Z

## J
- Jarnac
  - 2005 : Le Promeneur du Champ-de-Mars de Robert Guédiguian

- Haut – A
- B
- C
- D
- E
- F
- G
- H
- I
- J
- K
- L
- M
- N
- O
- P
- Q
- R
- S
- T
- U
- V
- W
- X
- Y
- Z

## K
- Haut – A
- B
- C
- D
- E
- F
- G
- H
- I
- J
- K
- L
- M
- N
- O
- P
- Q
- R
- S
- T
- U
- V
- W
- X
- Y
- Z

## L
- La Couronne
  - 2012 : Le Grand Soir de Benoît Delépine et Gustave Kervern[2]

- Haut – A
- B
- C
- D
- E
- F
- G
- H
- I
- J
- K
- L
- M
- N
- O
- P
- Q
- R
- S
- T
- U
- V
- W
- X
- Y
- Z

## M
- Mansle
  - 2016 : La Loi de Pauline — Mauvaise Graine de Céline Guyot et Martin Guyot[3].

- Marsac
  - 2016 : La Loi de Pauline — Mauvaise Graine de Céline Guyot et Martin Guyot[3].

- Médillac
  - 1982 : J'ai épousé une ombre de Robin Davis[4]

- Montignac-Charente
  - 2010 : Au bas de l'échelle de Arnaud Mercadier avec Vincent Elbaz et Claude Brasseur

- Haut – A
- B
- C
- D
- E
- F
- G
- H
- I
- J
- K
- L
- M
- N
- O
- P
- Q
- R
- S
- T
- U
- V
- W
- X
- Y
- Z

## N
- Haut – A
- B
- C
- D
- E
- F
- G
- H
- I
- J
- K
- L
- M
- N
- O
- P
- Q
- R
- S
- T
- U
- V
- W
- X
- Y
- Z

## O
- Haut – A
- B
- C
- D
- E
- F
- G
- H
- I
- J
- K
- L
- M
- N
- O
- P
- Q
- R
- S
- T
- U
- V
- W
- X
- Y
- Z

## P
- Poursac
  - 2016 : La Loi de Pauline — Mauvaise Graine de Céline Guyot et Martin Guyot[3].

- Haut – A
- B
- C
- D
- E
- F
- G
- H
- I
- J
- K
- L
- M
- N
- O
- P
- Q
- R
- S
- T
- U
- V
- W
- X
- Y
- Z

## Q
- Haut – A
- B
- C
- D
- E
- F
- G
- H
- I
- J
- K
- L
- M
- N
- O
- P
- Q
- R
- S
- T
- U
- V
- W
- X
- Y
- Z

## R
- Ruelle-sur-Touvre
  - 2016 : La Loi de Pauline — Mauvaise Graine de Céline Guyot et Martin Guyot[3].

- Haut – A
- B
- C
- D
- E
- F
- G
- H
- I
- J
- K
- L
- M
- N
- O
- P
- Q
- R
- S
- T
- U
- V
- W
- X
- Y
- Z

## S
- Saint-Yrieix-sur-Charente
  - 2012 : Le Grand Soir de Benoît Delépine et Gustave Kervern[2]
- Salles-d'Angles, au domaine du Coureau
  - 2021 : film britannique Eight for Silver, de Sean Ellis
  - 2021 : série télévisée Le crime lui va si bien, de Stéphane Kappes, production Stéphane Kaminka

- Haut – A
- B
- C
- D
- E
- F
- G
- H
- I
- J
- K
- L
- M
- N
- O
- P
- Q
- R
- S
- T
- U
- V
- W
- X
- Y
- Z

## T
- Haut – A
- B
- C
- D
- E
- F
- G
- H
- I
- J
- K
- L
- M
- N
- O
- P
- Q
- R
- S
- T
- U
- V
- W
- X
- Y
- Z

## U
- Haut – A
- B
- C
- D
- E
- F
- G
- H
- I
- J
- K
- L
- M
- N
- O
- P
- Q
- R
- S
- T
- U
- V
- W
- X
- Y
- Z

## V
- Haut – A
- B
- C
- D
- E
- F
- G
- H
- I
- J
- K
- L
- M
- N
- O
- P
- Q
- R
- S
- T
- U
- V
- W
- X
- Y
- Z

## W
- Haut – A
- B
- C
- D
- E
- F
- G
- H
- I
- J
- K
- L
- M
- N
- O
- P
- Q
- R
- S
- T
- U
- V
- W
- X
- Y
- Z

## X
- Haut – A
- B
- C
- D
- E
- F
- G
- H
- I
- J
- K
- L
- M
- N
- O
- P
- Q
- R
- S
- T
- U
- V
- W
- X
- Y
- Z

## Y
- Haut – A
- B
- C
- D
- E
- F
- G
- H
- I
- J
- K
- L
- M
- N
- O
- P
- Q
- R
- S
- T
- U
- V
- W
- X
- Y
- Z

## Z
- Haut – A
- B
- C
- D
- E
- F
- G
- H
- I
- J
- K
- L
- M
- N
- O
- P
- Q
- R
- S
- T
- U
- V
- W
- X
- Y
- Z